# Inna Zhukova
Inna Zhukova (n. 6 septembrie 1986, Krasnodar, RSFS Rusă, URSS) este o sportivă ce a reprezentat Belarus, medaliată olimpică. A participat la 2 ediții ale Jocurilor Olimpice (2004, 2008) în care a câștigat o medalie de argint.